# Franz Dahlke

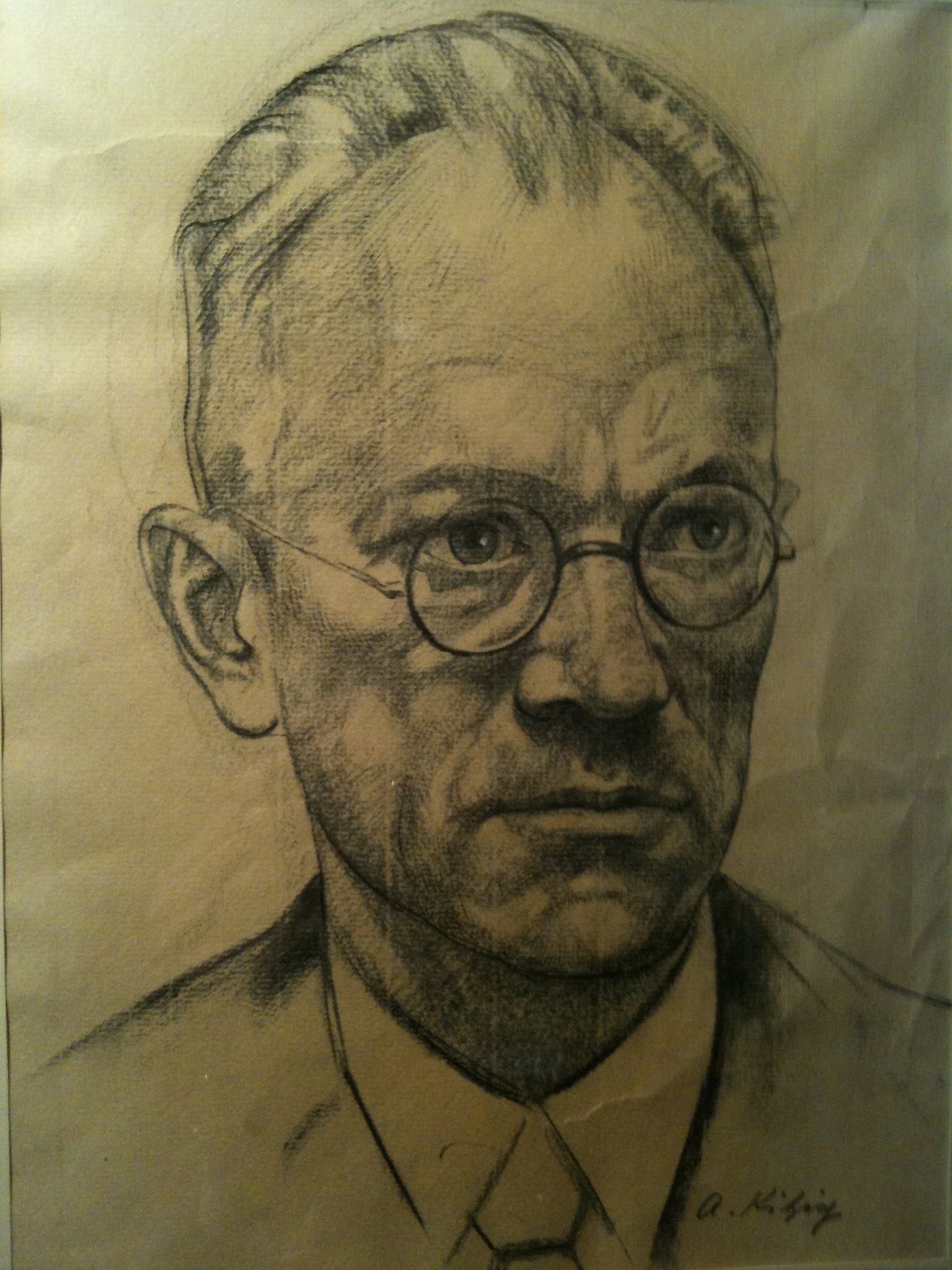
Franz Dahlke

Franz Dahlke (* 18. Juli 1893 in Niekosken, Westpreußen; † 28. November 1946 in Ahlen, Westfalen) war ein deutscher Musikpädagoge und Komponist.

## Leben
Dahlke stammt aus einer im Raum Schneidemühl ansässigen Lehrerfamilie. Nach seinem Schulabschluss besuchte er die Präparandie und das Lehrerseminar in Schneidemühl. Anschließend war er einige Jahre – unterbrochen durch Kriegsteilnahme – als Volksschullehrer tätig.
Im Jahr 1920 ging Dahlke zur Staatlichen Akademie für Kirchen- und Schulmusik in Berlin-Charlottenburg (damaliger Leiter Carl Thiel, später Hans Joachim Moser und Fritz Jöde). Während seiner Studentenzeit gehörte er dem Akademischen Verein Organum an. Nach Abschluss seines Studiums Ende 1923 wurde er als Oberschullehrer mit dem Hauptfach Musik am Städtischen Realgymnasium (später Städtisches Gymnasium) in Ahlen angestellt, an dem er bis zu seinem Tode tätig war. Zugleich war Dahlke Städtischer Musikbeauftragter. Am 29. Oktober 1937 beantragte er die Aufnahme in die NSDAP und wurde rückwirkend zum 1. Mai desselben Jahres aufgenommen (Mitgliedsnummer 5.829.582).
Nebenberuflich betätigte Dahlke sich als Komponist, Klavierlehrer, Pianist, Dirigent und Chorleiter. Kompositorisch widmete er sich vorrangig der Kirchen- sowie der Kammermusik im nachromantischen Stil. Daneben schuf er zahlreiche Chorwerke (Volkslieder-Bearbeitungen und eigenes Liedgut) für Männer- und gemischten Chor.
Im Jahre 1931 gründete Dahlke in Ahlen den Madrigalchor, dessen musikalische Leitung er bis zu seinem Tode innehatte. Als Ehrung wurde dieser ab 1947 in Franz-Dahlke-Chor umbenannt. 
Im Musikerviertel Ahlens ist die Straße Dahlkeweg nach ihm benannt.

## Kirchen- und Kammermusik
- „St. Bruno-Messe“ in g-moll (1921)
- Präludium für Orgel in C-Dur (1922)
- Motette „Da Pacem“ (1946)
- Festliches Vorspiel für Streicher (1942)
- Trio für Flöte, Oboe und Klarinette (1945)
- Trio für Klarinette, Cello und Klavier (1946)

## Chorwerke
- Chorgruß
- Saatgebet
- Wanderlied
- Valet
- Bergmannslieder
- Das Königskind
- Vagantenlied
- Albumblatt